# 萝北县
萝北县是黑龙江省鹤岗市下辖的一个县。因位于托萝山（今名名山）之北而得名。縣人民政府駐共青路與青年街交叉路口。

## 行政区划
萝北县下辖6个镇、1个乡、1个民族乡：
凤翔镇、鹤北镇、名山镇、团结镇、肇兴镇、云山镇、东明朝鲜族乡、太平沟乡、萝北县林业局、鹤北林业局、宝泉岭分局局直、江滨农场、军川农场、名山农场、延军农场、共青农场、宝泉岭农场和萝北县农业局。

## 人口
根据(黑龙江省)2020年鹤岗市第七次全国人口普查主要数据公报显示：常住人口为206072人。

## 交通
- 331国道过境。
- 332国道起点。